# Tower Hill, Illinois
Tower Hill är en ort i Shelby County i delstaten Illinois, USA.